# Hesse (Moselle)
Pour les articles homonymes, voir Hesse.
Hesse est une commune française située dans le département de la Moselle, en région Grand Est.
Cette commune se trouve dans la région historique de Lorraine et fait partie du pays de Sarrebourg.

## Géographie
Village à flanc de colline, Hesse se trouve dans le sud du département de la Moselle, près de Sarrebourg. La commune est traversée par le canal de la Marne au Rhin.
La gare de Hesse était située sur l'ancienne ligne de Sarrebourg à Vallérysthal-Troisfontaines. La ligne a été déposée et réaménagée en piste cyclable.

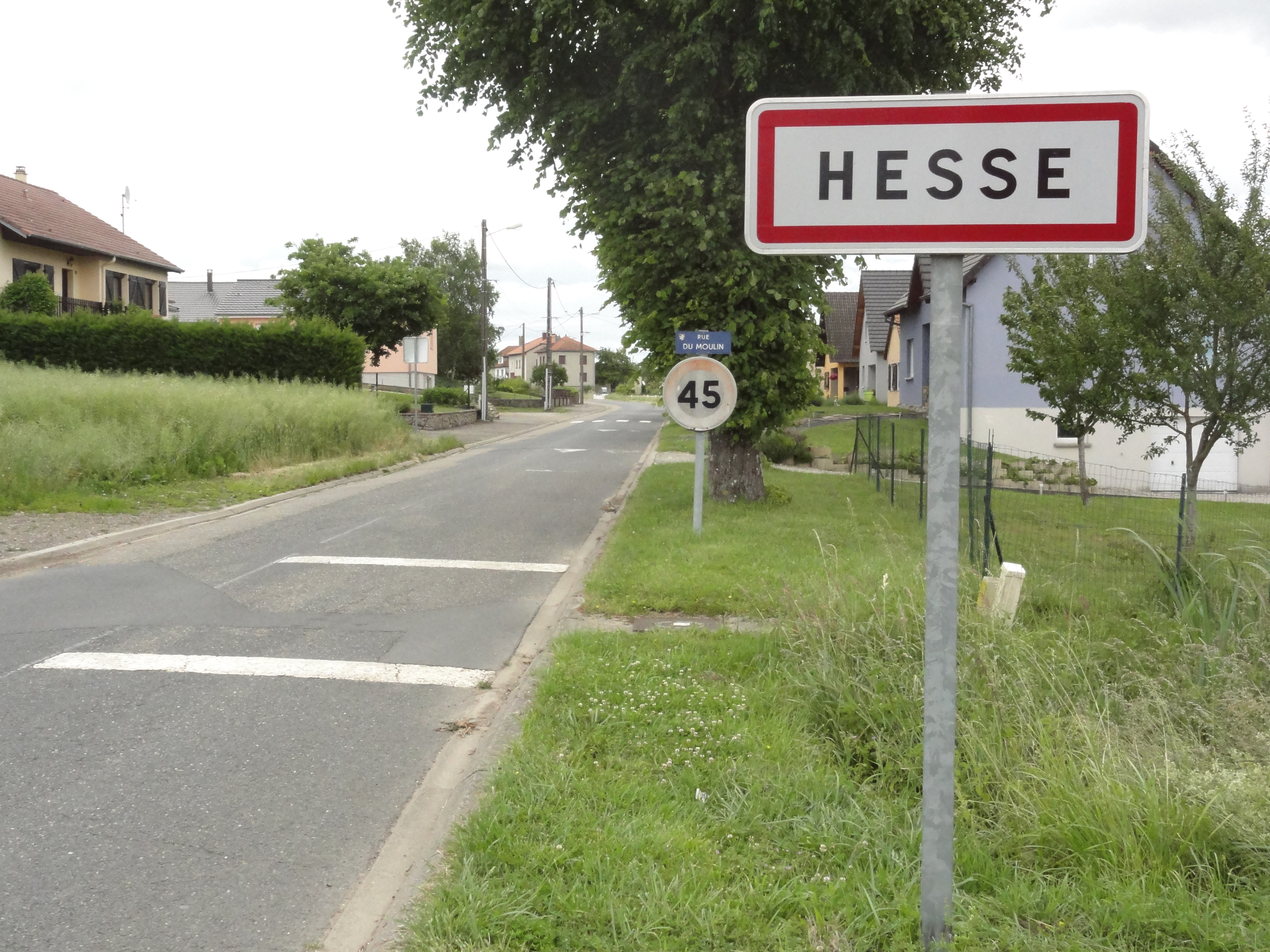
Entrée de la commune.
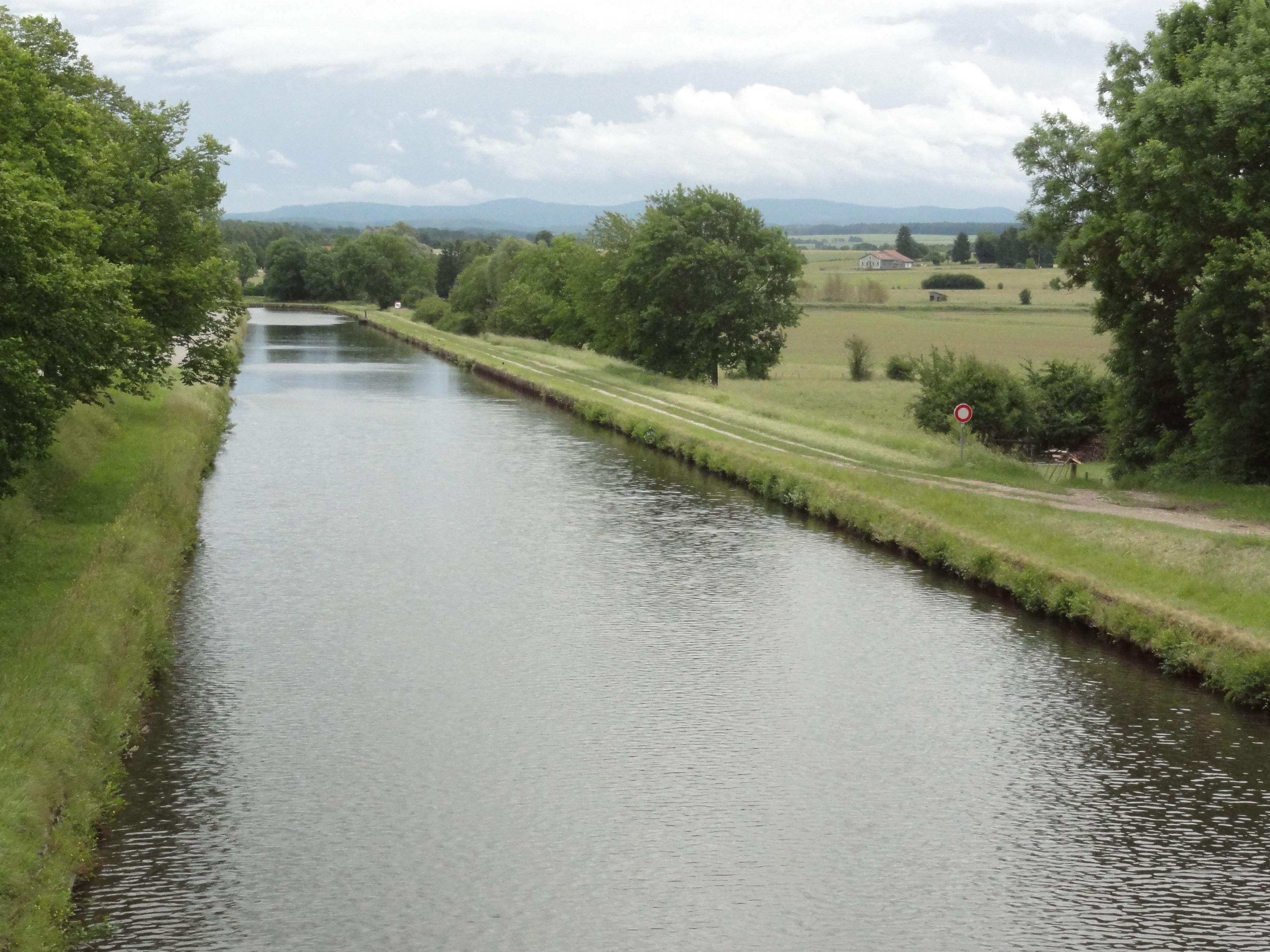
Canal de la Marne au Rhin à Hesse.
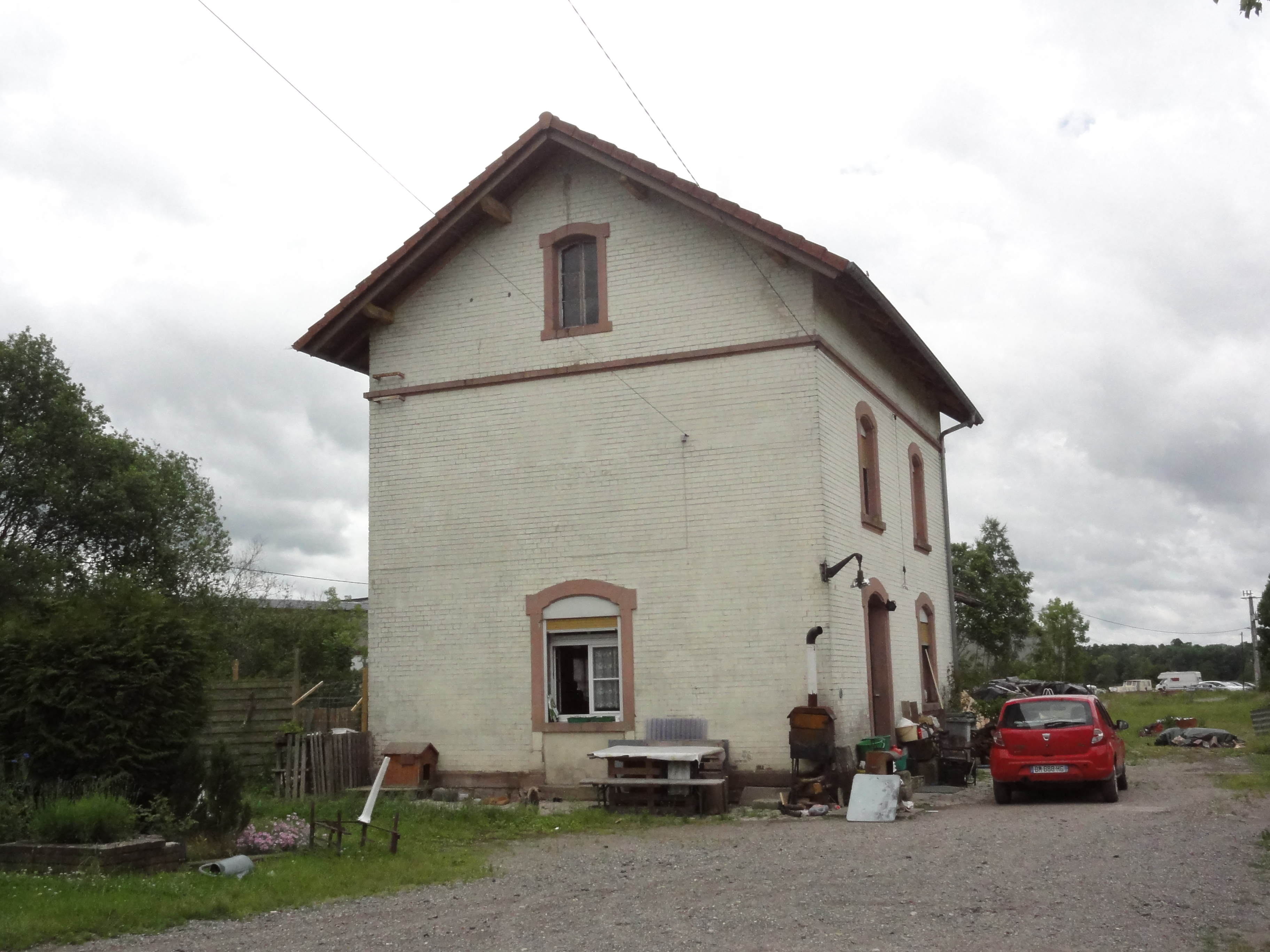
L'ancienne gare de Hesse.
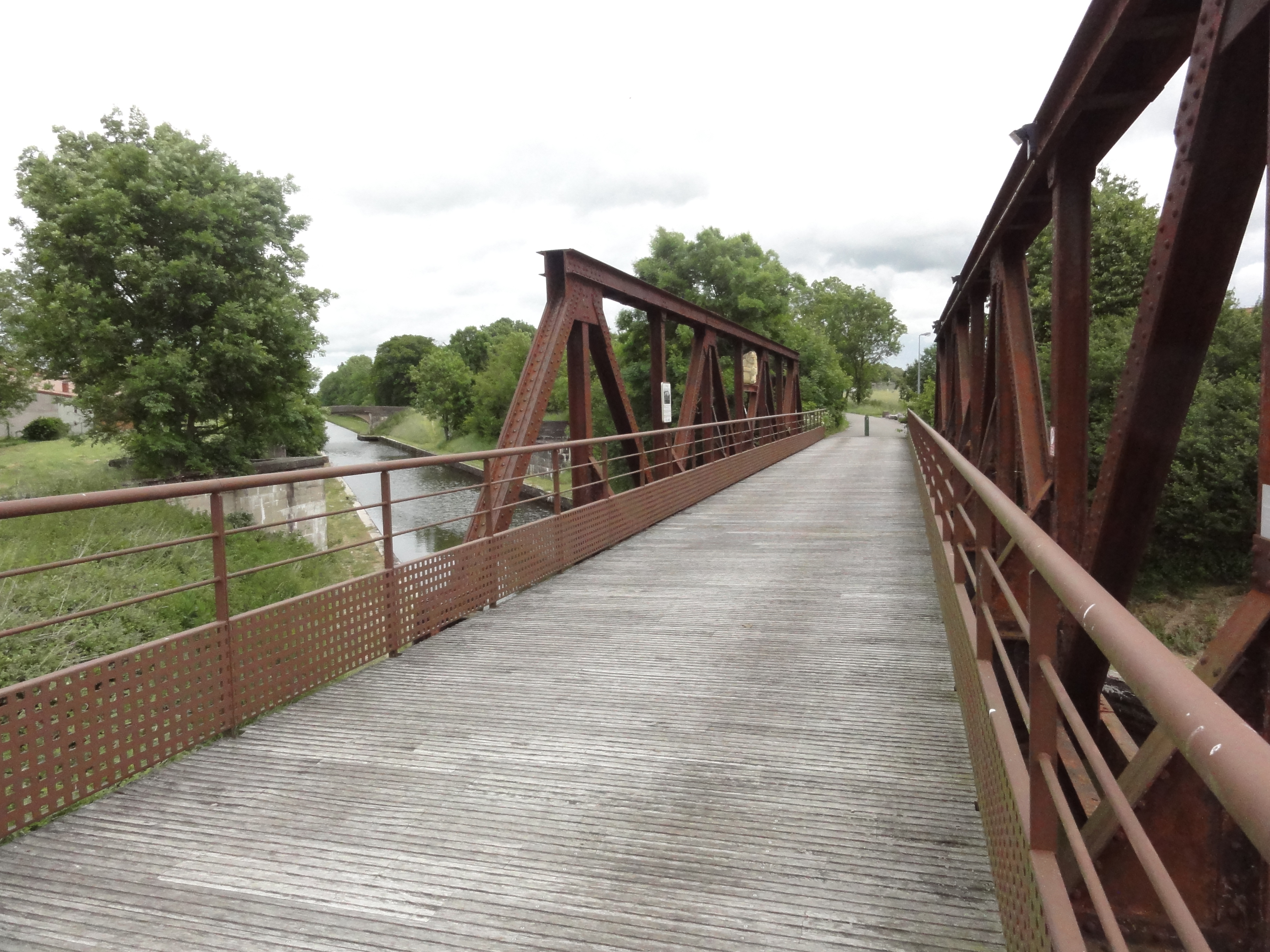
Pont de l'ancien chemin de fer, où passe maintenant la voie verte.
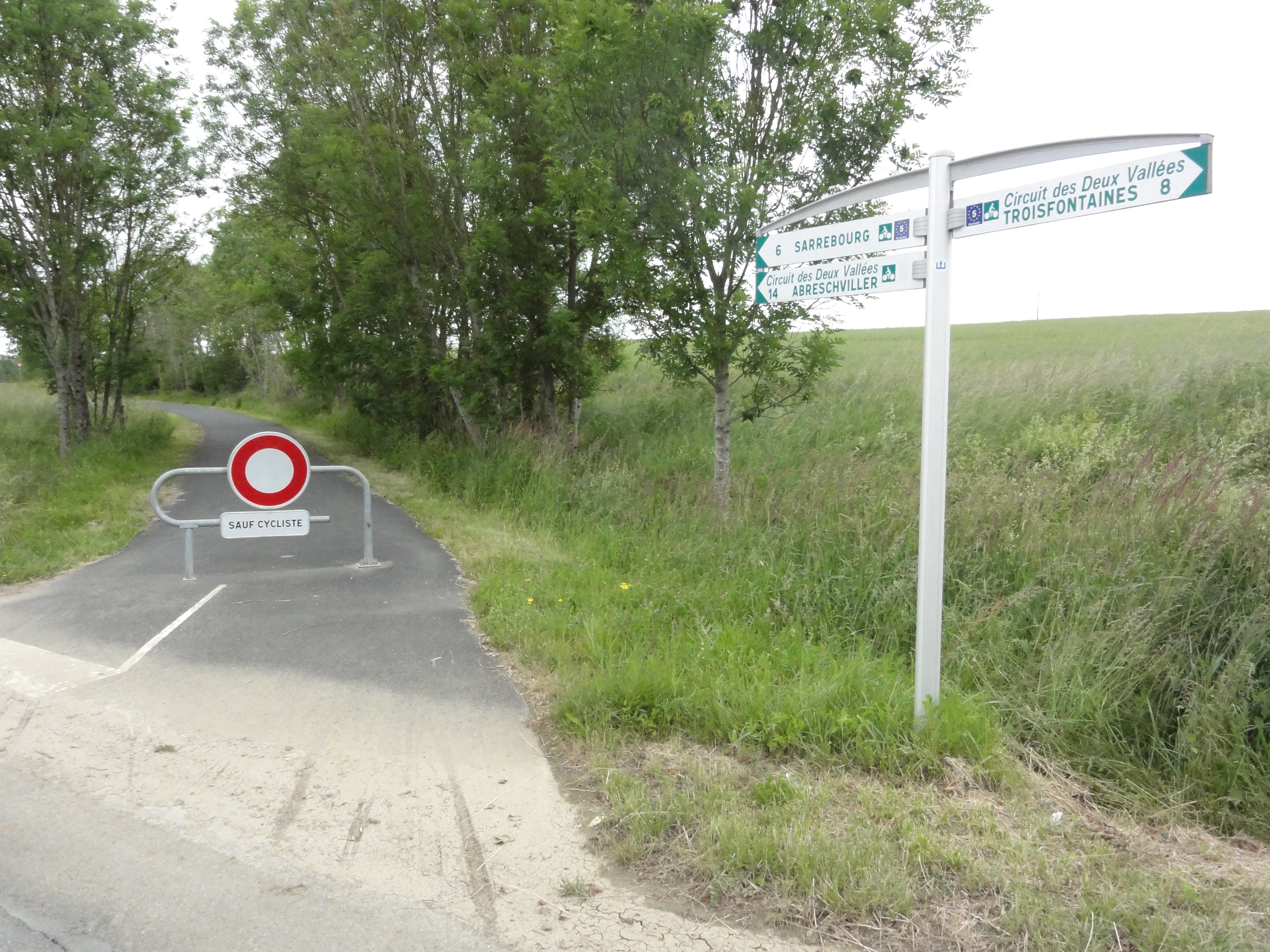
La voie verte Circuit des deux vallées.

### Communes limitrophes
| Bébing               | Sarrebourg | Buhl                        |
| Xouaxange Hermelange | Hesse      | Schneckenbusch Brouderdorff |
| Nitting              |            | Hartzviller                 |

### Hydrographie
La commune est située dans le bassin versant du Rhin au sein du bassin Rhin-Meuse. Elle est drainée par le canal de la Marne au Rhin, la Sarre, la Bièvre, le canal d'alimentation du le canal de la Marne au Rhin, le ruisseau de Guerche et le ruisseau du Gros Pre.
Le canal de la Marne au Rhin, d'une longueur totale de 314 km, et 178 écluses à l'origine, relie la Marne (à Vitry-le-François) au Rhin (à Strasbourg). Par le canal latéral de la Marne, il est connecté au réseau navigable de la Seine vers l'Île-de-France et la Normandie.
La Sarre, d'une longueur totale de 129,2 km, est un affluent de la Moselle et donc un sous-affluent du Rhin, qui coule en Lorraine, en Alsace bossue et dans les Länder allemands de la Sarre (Saarland) et de Rhénanie-Palatinat (Rheinland-Pfalz).
La Bièvre, d'une longueur totale de 24,8 km, prend sa source dans la commune de Walscheid et se jette  dans la Sarre à Sarraltroff, après avoir traversé neuf communes.

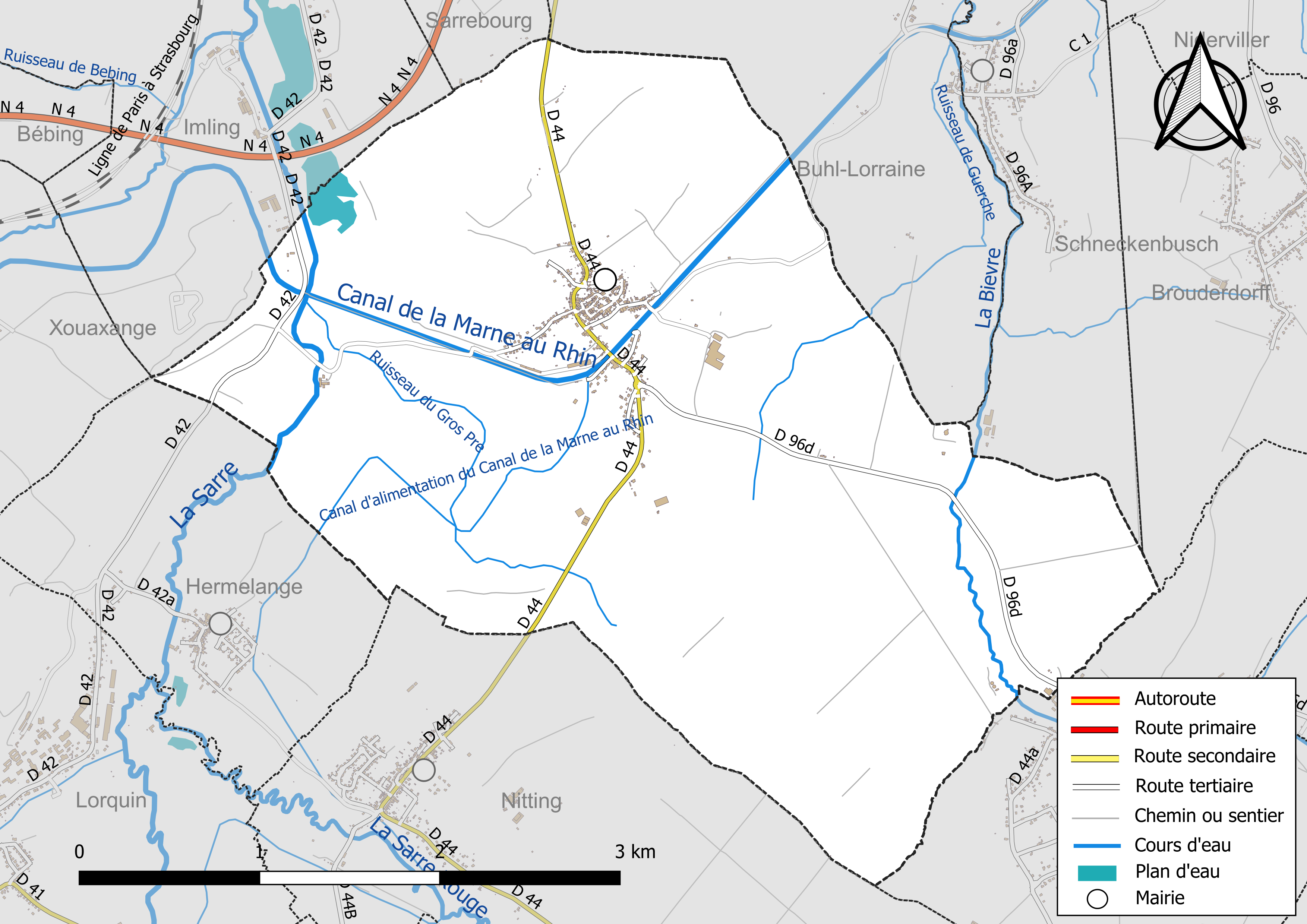
Réseaux hydrographique et routier d'Hesse.

La qualité des eaux des principaux cours d’eau de la commune, notamment du canal de la Marne au Rhin, de la Sarre et de la Bievre, peut être consultée sur un site spécial géré par les agences de l’eau et l’Agence française pour la biodiversité.

### Climat
Pour des articles plus généraux, voir Climat du Grand Est et Climat de la Moselle.
En 2010, le climat de la commune est de type climat des marges montargnardes, selon une étude du Centre national de la recherche scientifique s'appuyant sur une série de données couvrant la période 1971-2000. En 2020, Météo-France publie une typologie des climats de la France métropolitaine dans laquelle la commune est exposée à un climat semi-continental et est dans la région climatique  Vosges, caractérisée par une pluviométrie très élevée (1 500 à 2 000 mm/an) en toutes saisons et un hiver rude (moins de 1 °C). 
Pour la période 1971-2000, la température annuelle moyenne est de 9,8 °C, avec une amplitude thermique annuelle de 17,1 °C. Le cumul annuel moyen de précipitations est de 954 mm, avec 12,2 jours de précipitations en janvier et 10 jours en juillet. Pour la période 1991-2020, la température moyenne annuelle observée sur la station météorologique de Météo-France la plus proche, « Nitting_sapc », sur la commune de Nitting à 3 km à vol d'oiseau, est de 10,4 °C et le cumul annuel moyen de précipitations est de 993,7 mm. 
La température maximale relevée sur cette station est de 37,9 °C, atteinte le 25 juillet 2019 ; la température minimale est de −19,4 °C, atteinte le 26 décembre 2010,,. 
Les paramètres climatiques de la commune ont été estimés pour le milieu du siècle (2041-2070) selon différents scénarios d'émission de gaz à effet de serre à partir des nouvelles projections climatiques de référence DRIAS-2020. Ils sont consultables sur un site spécial publié par Météo-France en novembre 2022.

## Urbanisme

### Typologie
Au 1er janvier 2024, Hesse est catégorisée bourg rural, selon la nouvelle grille communale de densité à sept niveaux définie par l'Insee en 2022.
Elle est située hors unité urbaine. Par ailleurs la commune fait partie de l'aire d'attraction de Sarrebourg, dont elle est une commune de la couronne,. Cette aire, qui regroupe 87 communes, est catégorisée dans les aires de 50 000 à moins de 200 000 habitants,.

### Occupation des sols
L'occupation des sols de la commune, telle qu'elle ressort de la base de données européenne d’occupation biophysique des sols Corine Land Cover (CLC), est marquée par l'importance des territoires agricoles (54 % en 2018), en diminution par rapport à 1990 (55,1 %). La répartition détaillée en 2018 est la suivante : 
forêts (39,2 %), prairies (24,4 %), terres arables (18,9 %), zones agricoles hétérogènes (10,7 %), zones urbanisées (3,1 %), zones industrielles ou commerciales et réseaux de communication (2,2 %), eaux continentales (1 %), milieux à végétation arbustive et/ou herbacée (0,5 %). L'évolution de l’occupation des sols de la commune et de ses infrastructures peut être observée sur les différentes représentations cartographiques du territoire : la carte de Cassini (XVIIIe siècle), la carte d'état-major (1820-1866) et les cartes ou photos aériennes de l'IGN pour la période actuelle (1950 à aujourd'hui).

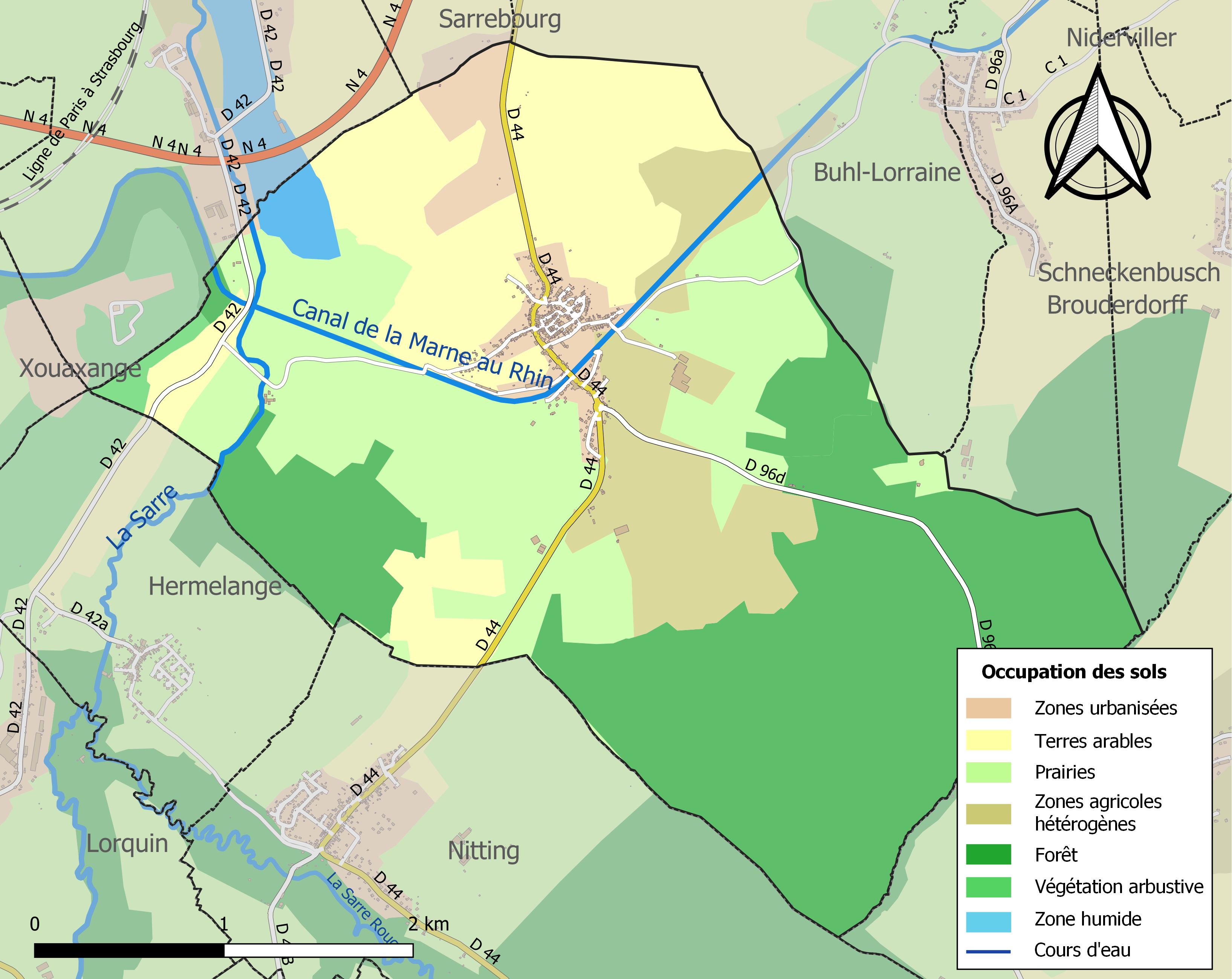
Carte des infrastructures et de l'occupation des sols de la commune en 2018 (CLC).

## Toponymie
D'un nom de personne germanique Hasso/Hesso ou  désigne un hêtre (l’arbre).
- Chassus[16] (699), Hessis (847)[16], Hesse (1252 et 1268), Hessen (1285), Hessa (XIIIe siècle)[17].
- Hess en francique lorrain.

## Histoire
- Lieu déjà habité à l'époque celtique.
- Vestiges de villas gallo-romaines.
- L'abbaye bénédictine de Hesse fut fondée au début du Xe siècle par Hugues IV de Nordgau, comte d'Eguisheim, et comte de Dabo (Dachsbourg à l'époque, ou encore Dagsburg en allemand) du chef de sa femme Helwige de Dabo. La 1re abbesse de cette abbaye fut Serberge ou Gerberge, nièce du pape Léon IX.
- Le pape Léon IX, né Brunon de Dabo, consacra l'autel de l'église abbatiale en 1050.
- Selon un manuscrit daté de 1442, il restait alors à Hesse, dans des bâtiments en ruine, six religieuses et leur abbesse Brigide.
- En 1550, le comte Enzelshave de Linange-Dabo remit l'administration du prieuré de Hesse « de sa pleine et entière volonté à la réquisition du prince Charles cardinal de Lorraine évêque de Metz, au sieur Jean Rugier, garde des sceaux dudit évêché ». À la mort de Jean Rugier, en 1566, Nicolas Perini lui succéda en tant que prieur de Hesse. Son frère Jean Perini était alors abbé de l'abbaye cistercienne de Haute-Seille, située non loin de là, à une trentaine de kilomètres, près de Cirey-sur-Vezouze (Meurth- et-Moselle), maison religieuse très confortablement possessionnée dans la région.
- Pendant les guerres de religion qui se succédèrent de 1562 à 1598 en France, le monastère de Hesse fut évidemment ravagé par la soldatesque qui traversait incessamment la région sarrebourgeoise. Le prieur Nicolas Perini informa le pape de l'état désastreux dans lequel se trouvait le couvent dont il avait la charge, et le supplia de l'unir à Haute-Seille. En 1576, le pape Grégoire XIII autorisa l'union du prieuré de Hesse à l'abbaye de Haute-Seille, dont les abbés successifs devinrent petit à petit les seigneurs des terres et des villageois, ayant tous les droits seigneuriaux, dont ceux de justice, petite, moyenne et grande.
- Le 2 novembre 1789, les biens du clergé furent mis à la disposition de l'État comme biens nationaux. Ce fut la fin du prieuré de Hesse. Les biens meubles et immeubles en dépendant furent vendus comme biens nationaux dès 1791.

## Politique et administration
| Période                                  | Période   | Identité            | Étiquette | Qualité |
| ---------------------------------------- | --------- | ------------------- | --------- | ------- |
| Les données manquantes sont à compléter. |           |                     |           |         |
| mars 1983                                | mars 1995 | Alphonse Grandhomme |           |         |
| mars 1995                                | mars 2001 | Gilbert Danober     |           |         |
| mars 2001                                | mars 2008 | Bernard Grandhomme  |           |         |
| mars 2008                                | juin 2023 | Gérard Fleurance    |           |         |
| juin 2023                                | mars 2026 | Hubert Helvig       |           |         |

## Démographie
L'évolution du nombre d'habitants est connue à travers les recensements de la population effectués dans la commune depuis 1793. Pour les communes de moins de 10 000 habitants, une enquête de recensement portant sur toute la population est réalisée tous les cinq ans, les populations de référence des années intermédiaires étant quant à elles estimées par interpolation ou extrapolation. Pour la commune, le premier recensement exhaustif entrant dans le cadre du nouveau dispositif a été réalisé en 2005.

En 2022, la commune comptait 552 habitants, en évolution de −4,17 % par rapport à 2016 (Moselle : +0,52 %, France hors Mayotte : +2,11 %).
| 1793 | 1800 | 1806 | 1821 | 1831 | 1836 | 1841 | 1846 | 1851 |
| ---- | ---- | ---- | ---- | ---- | ---- | ---- | ---- | ---- |
| 335  | 539  | 573  | 628  | 684  | 718  | 784  | 710  | 645  |

| 1856 | 1861 | 1871 | 1875 | 1880 | 1885 | 1890 | 1895 | 1900 |
| ---- | ---- | ---- | ---- | ---- | ---- | ---- | ---- | ---- |
| 654  | 660  | 643  | 602  | 605  | 640  | 646  | 668  | 656  |

| 1905 | 1910 | 1921 | 1926 | 1931 | 1936 | 1946 | 1954 | 1962 |
| ---- | ---- | ---- | ---- | ---- | ---- | ---- | ---- | ---- |
| 604  | 588  | 564  | 551  | 526  | 539  | 588  | 579  | 553  |

| 1968 | 1975 | 1982 | 1990 | 1999 | 2005 | 2006 | 2010 | 2015 |
| ---- | ---- | ---- | ---- | ---- | ---- | ---- | ---- | ---- |
| 574  | 548  | 546  | 566  | 601  | 624  | 613  | 603  | 582  |

| 2020 | 2022 | - | - | - | - | - | - | - |
| ---- | ---- | - | - | - | - | - | - | - |
| 559  | 552  | - | - | - | - | - | - | - |

## Culture locale et patrimoine

### Lieux et monuments

#### Édifices civils
- Vestiges gallo-romains : tuiles, fragments de statues ;
- Ancien moulin de Hesse ;
- Ancienne gare.

#### Édifices religieux
- Église Saint-Laurent de style romano-gothique. Église abbatiale classée monument historique depuis le 30 novembre 1874[23]: chœur de style roman, fresque sculptée, deux pierres tombales. C'était l'église d'une abbaye bénédictine, fondée au début du XIe siècle par les comtes d'Eguisheim-Dabo ;
- L'ancienne porte d'entrée de l'abbaye, de style roman.
- Chapelle Saint-Nicolas.

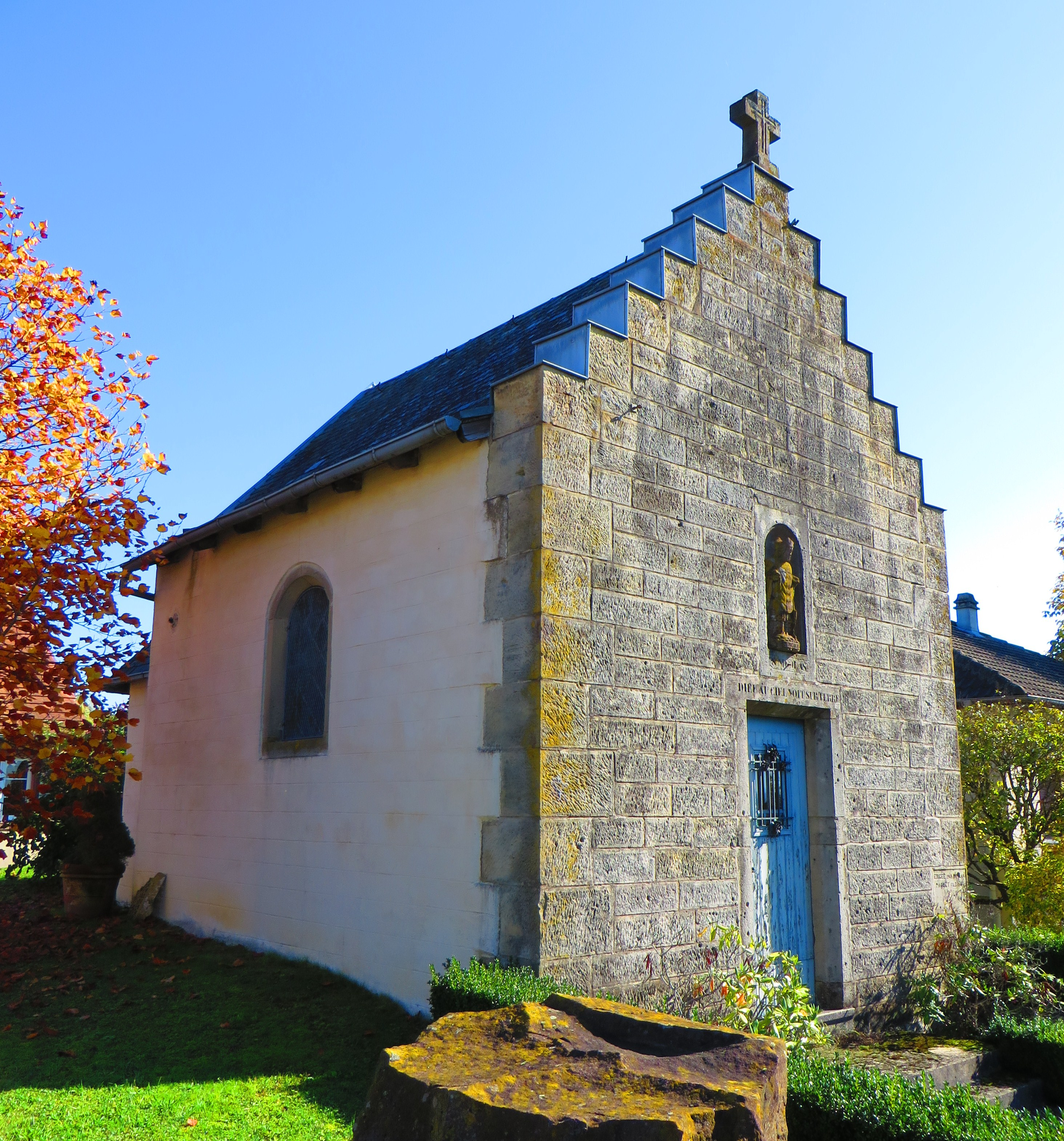
Chapelle Saint-Nicolas
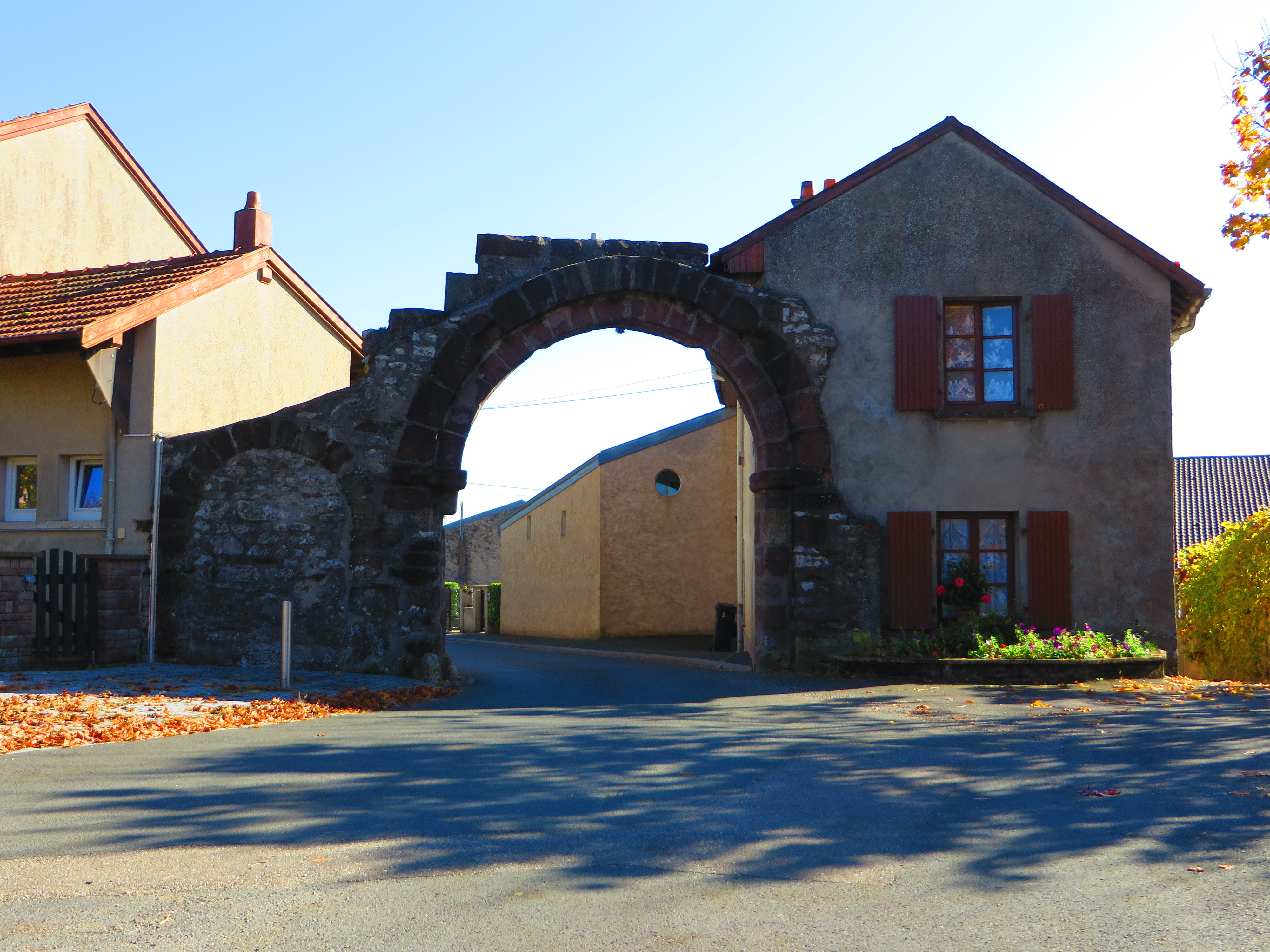
L'ancienne porte d'entrée
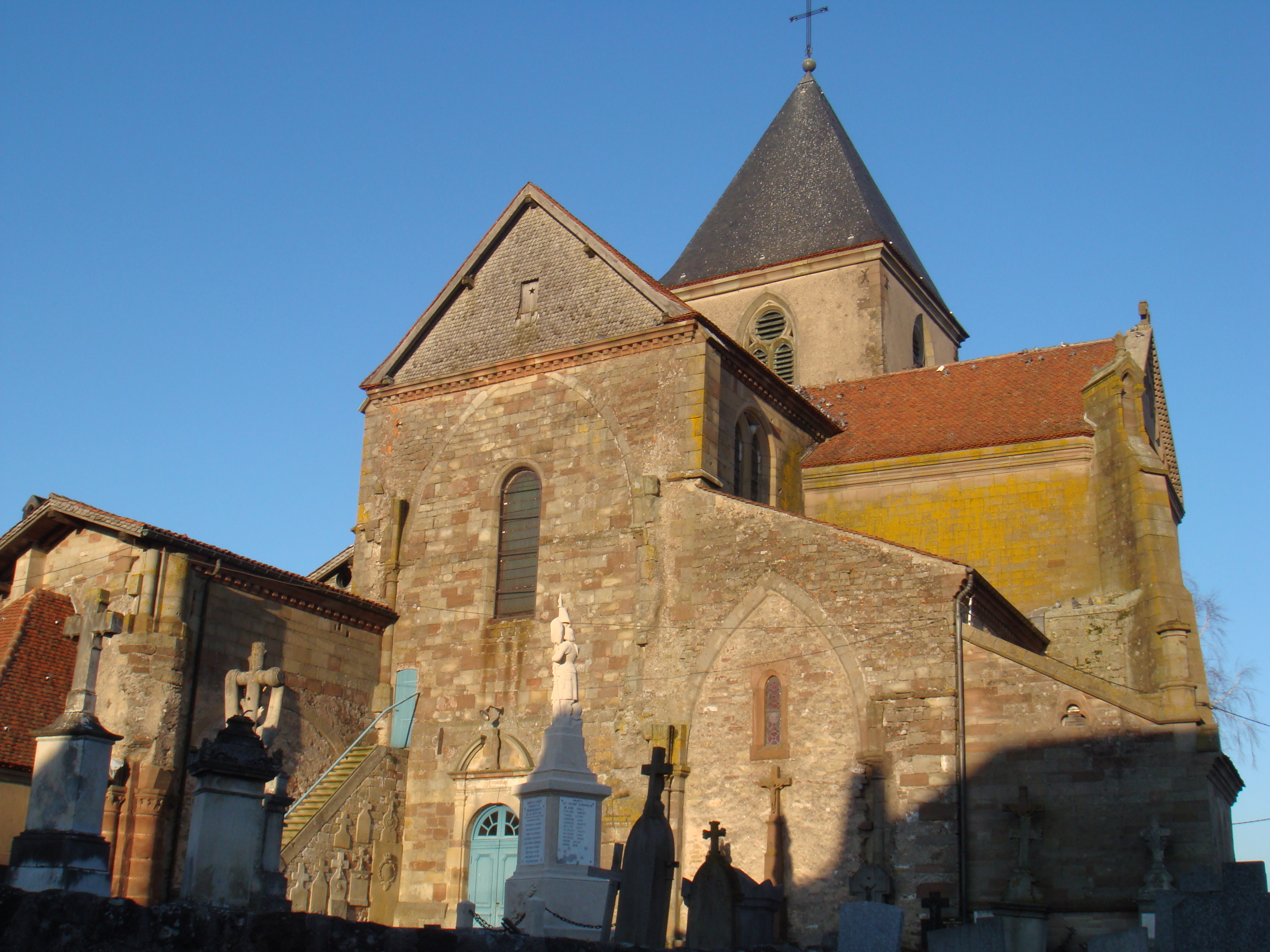
Église Abbatiale Saint-Laurent
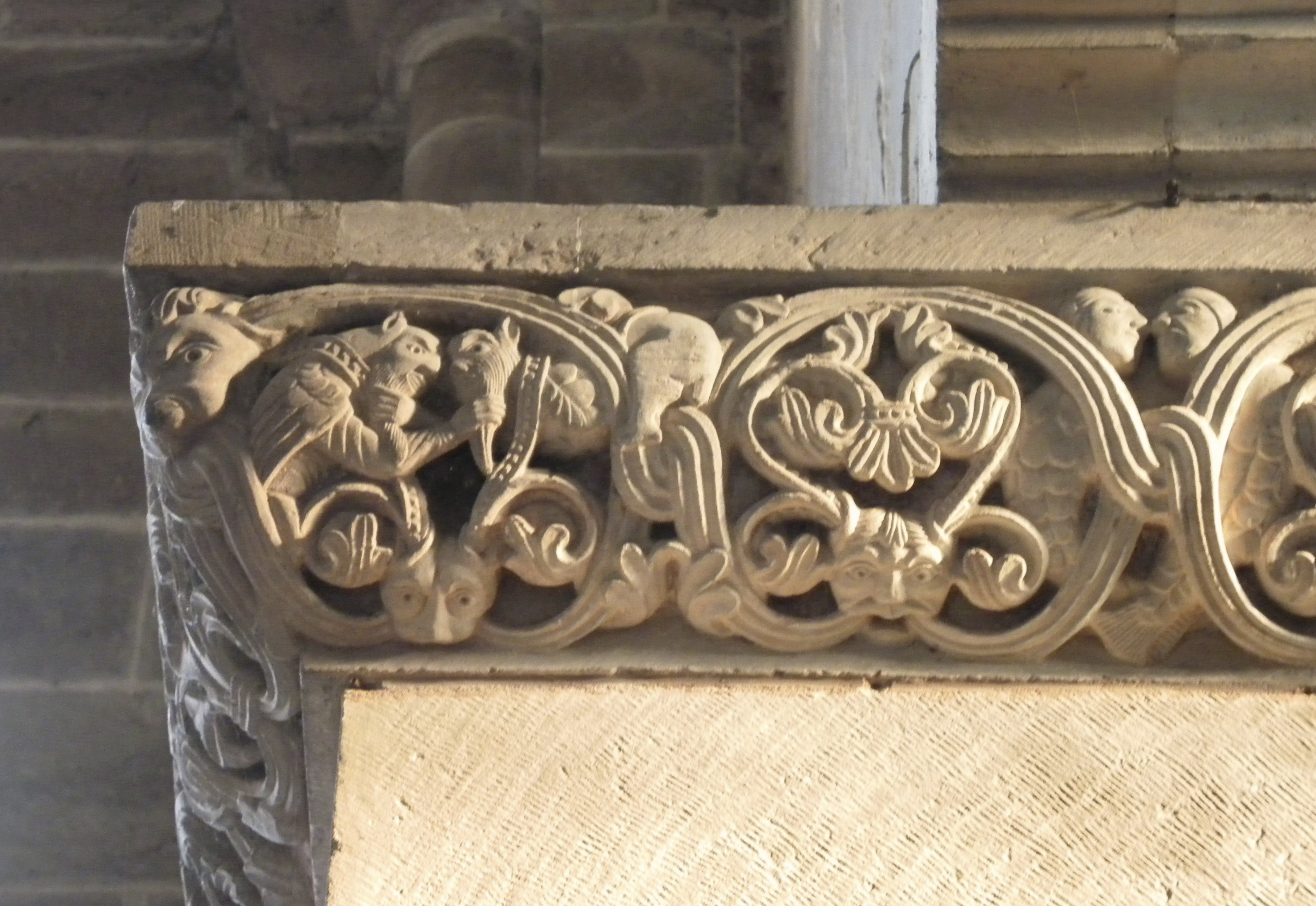
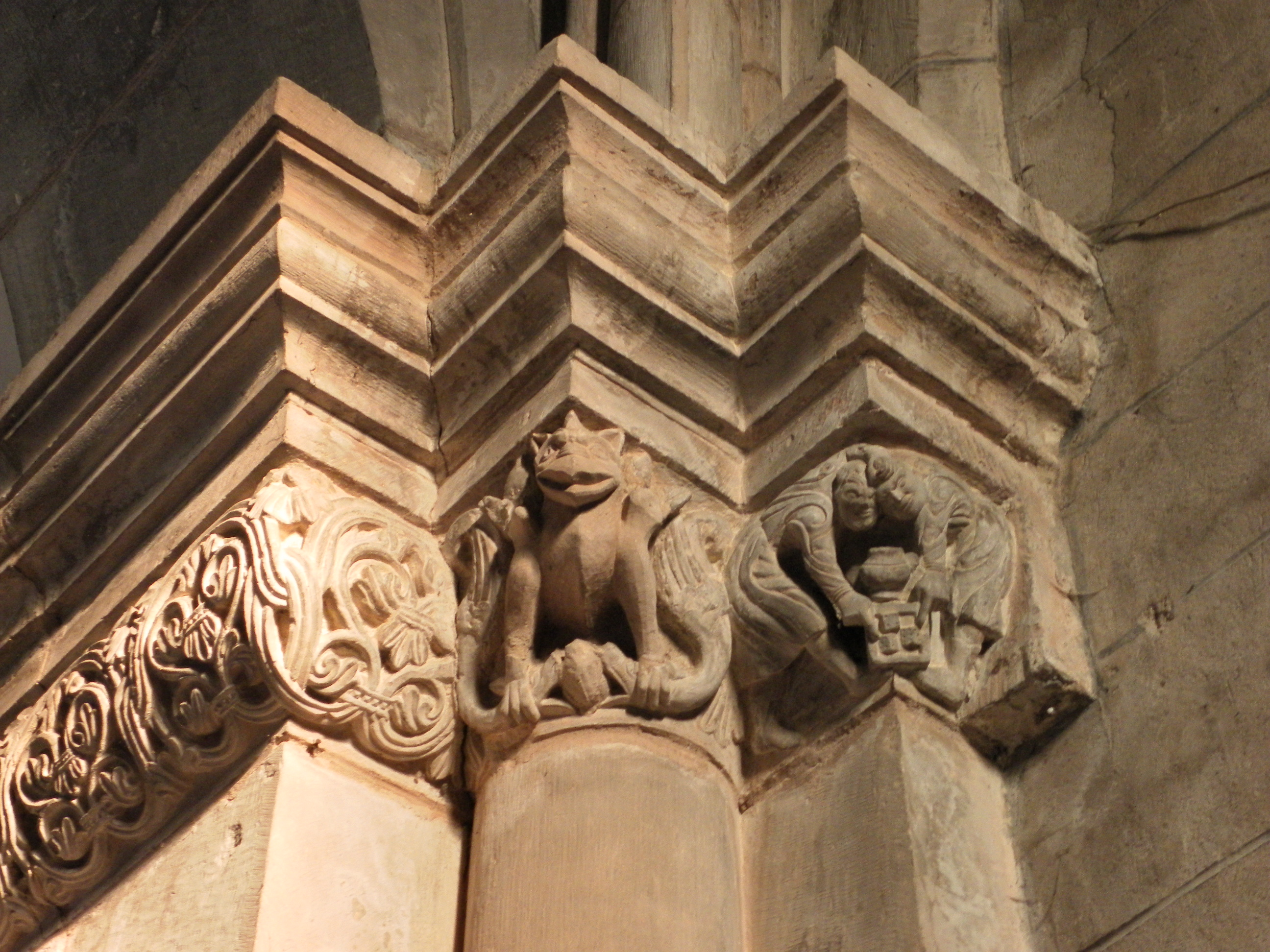
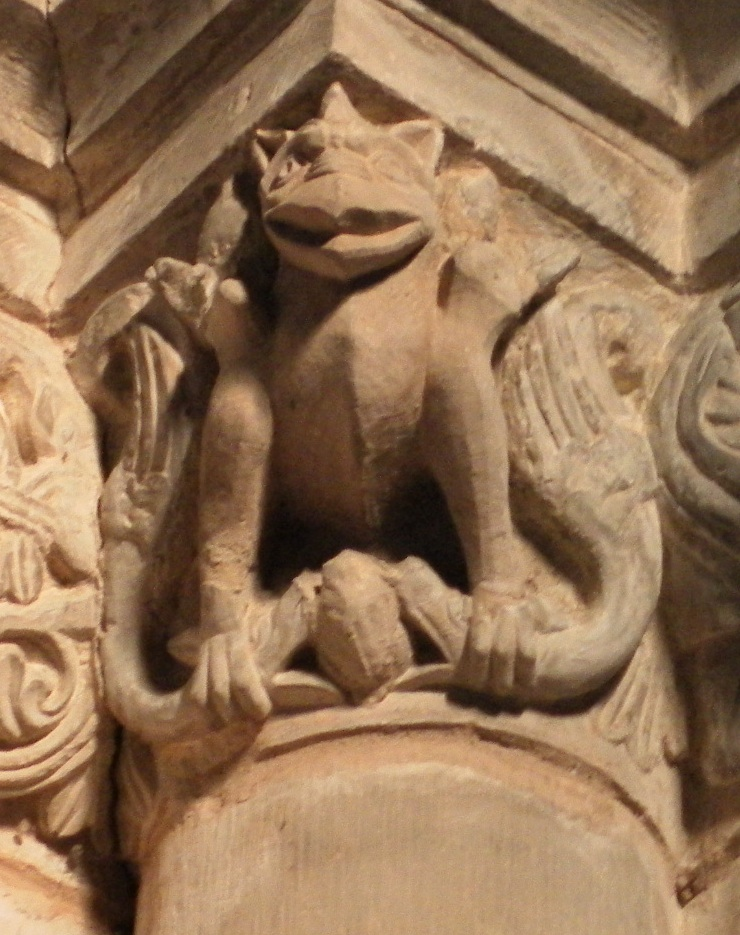
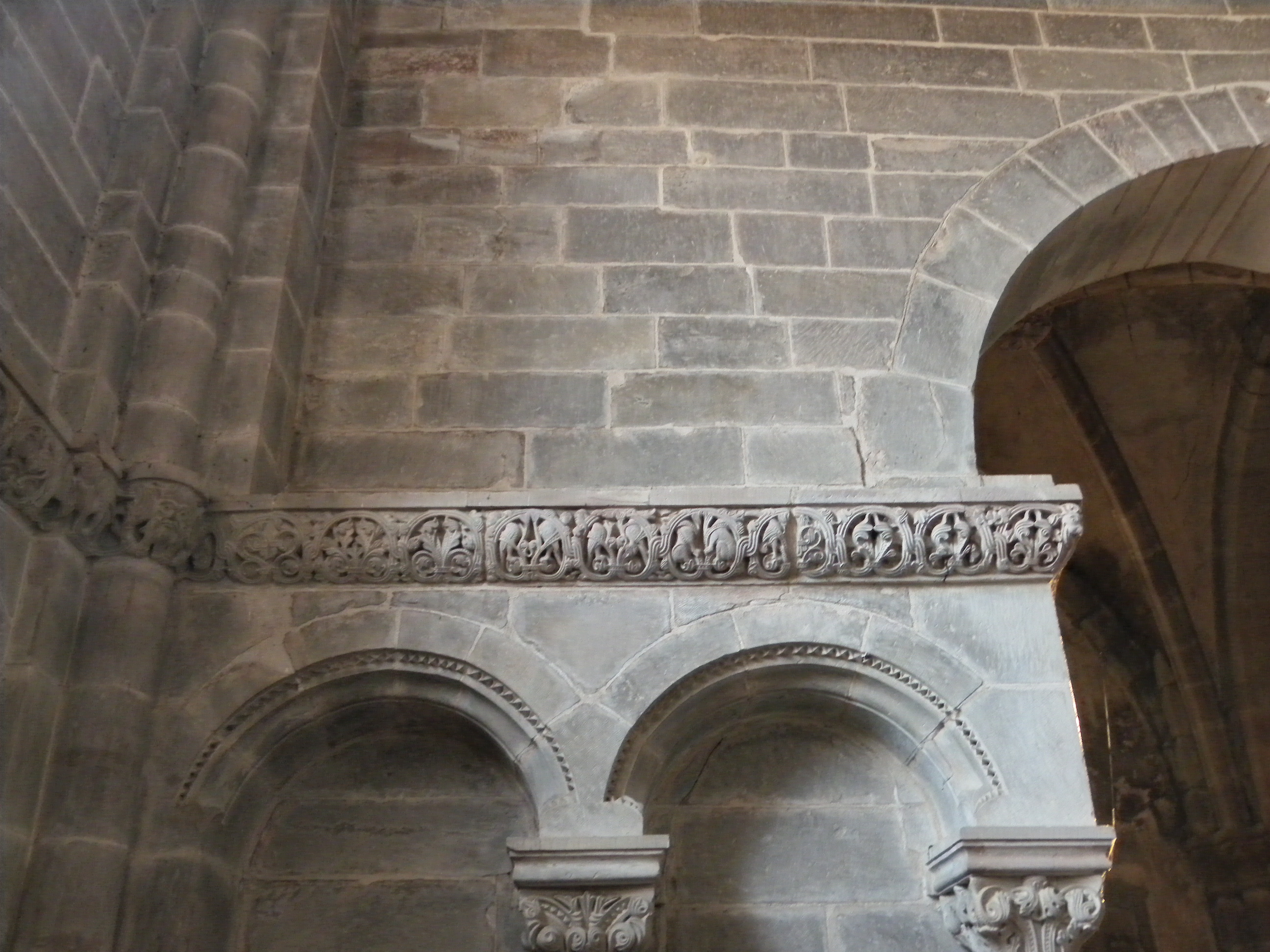
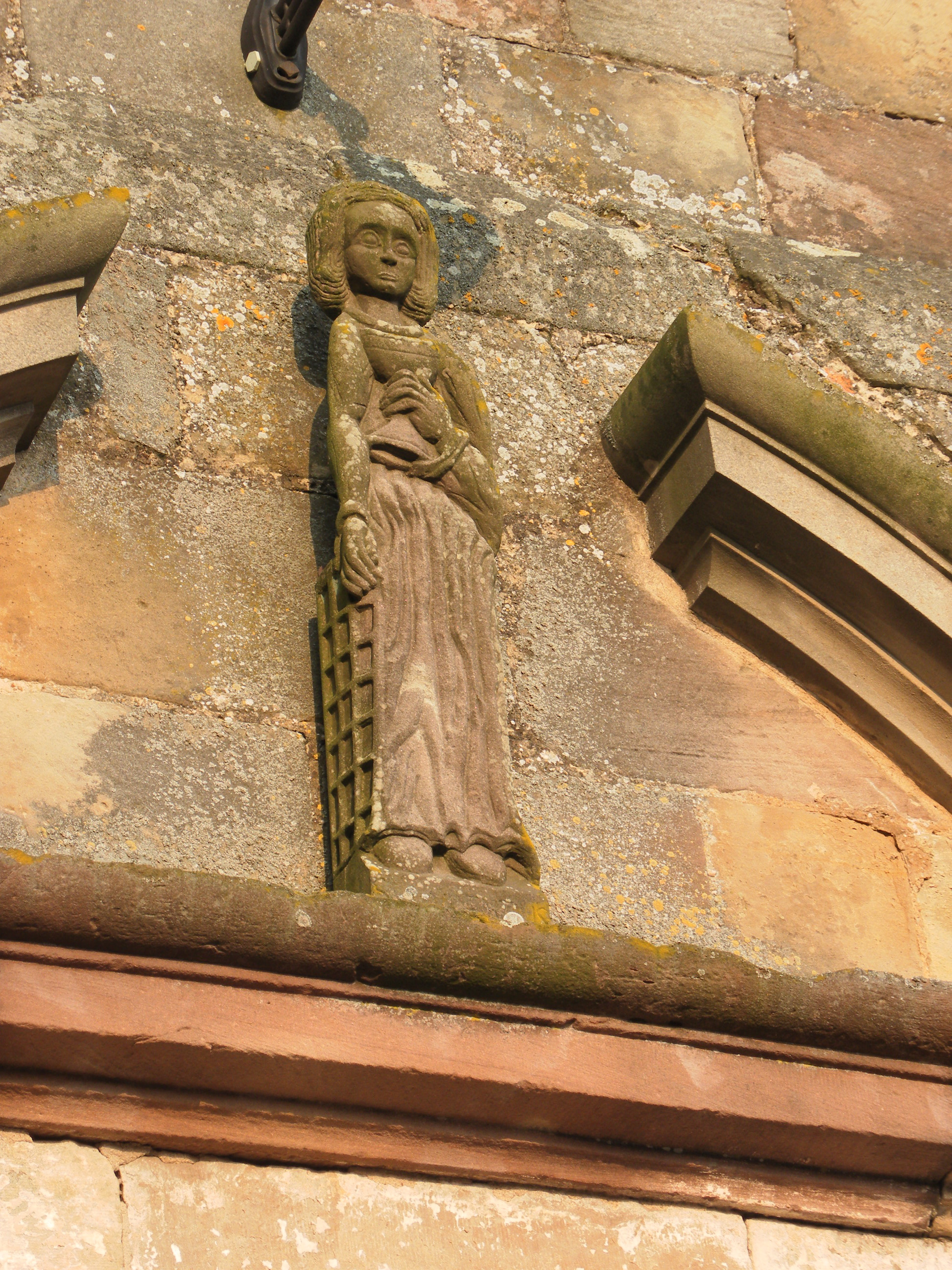

### Personnalités liées à la commune
- Paul Vénel, né le 25 janvier 1864 et mort le 25 mars 1920 était un général Français né à Hesse.

### Héraldique
| Blason de Hesse | Blason  | De gueules au lion couronné d'argent, à la crosse d'or brochant en bande. |
| Blason de Hesse | Détails | Le statut officiel du blason reste à déterminer.                          |

## Pour approfondir